# NAMD
NAMD(Nanoscale Molecular Dynamics, 이전 명칭: Not Another Molecular Dynamics Program)는 분자동역학 시뮬레이션을 위한 컴퓨터 소프트웨어로서 Charm++ 병렬 프로그래밍 모델을 사용하여 개발되었다. 병렬 효율성이 있는 것으로 알려져 있으며 수백만 개의 원자 등 대형 시스템을 시뮬레이트하기 위해 자주 사용된다.
1995년 넬슨 등이 시각화 코드 VMD를 연결시킴으로써 상호작용 시뮬레이션을 가능케 하는 병렬 분자 동역학 코드로 선보였다. NAMD는 그 뒤로 성숙하여 500,000개 이상의 프로세서 코어를 스케일링하며 수많은 기능을 더하고 있다.